# 2615 Saito
2615 Saito eller 1951 RJ är en asteroid i huvudbältet, som upptäcktes 4 september 1951 av den tyske astronomen Karl Wilhelm Reinmuth i Heidelberg. Den har fått sitt namn efter astronomen Keiji Saito.
Asteroiden har en diameter på ungefär 15 kilometer och den tillhör asteroidgruppen Hygiea.